# Gunnar Randers
Gunnar Randers, född 21 april 1914, död 7 februari 1992, var en norsk fysiker, känd som den ledande inom norsk atomforskning efter andra världskriget.
Randers var inledningsvis astrofysiker och tillhörde under kriget det tekniska utskottet vid Norges exilhögkvarter i London. Våren 1946 blev Randers chef för fysikavdelningen vid det då bildade Forsvarets forskningsinstitutt, där han inledde förberedelser för ett norskt forskningsprogram inom kärnteknik. Verksamheten överfördes 1948 till ett nybildat institut, Institutt for Atomenergi (IFA), där Randers blev chef och ledde arbetet med utvecklingen av forskningsreaktorn i Halden som IFA:s chef till 1968.
Randers var vice generalsekreterare i NATO med ansvar för forskningsprogram och vetenskapliga frågor 1968-70. Han var också administrerande direktör i Scandpower 1975.